# Час під вогнем
Час під вогнем (англ. Time Under Fire) — американський фантастичний бойовик 1997 року.

## Сюжет
Підводний човен ВМФ США пропадає у безкрайніх просторах океану. До спецслужб потрапляє людина, яка стверджує, що вона з майбутнього. Вчені з Пентагону стоять перед завісою непізнаного явища. Розрив у часі, два покоління воїнів у боротьбі за контроль над минулим. І розгадати цю загадку може лише одна людина — капітан підводного човна.

## У ролях
- Джефф Фейгі — Алан / Джон Дікинс
- Річард Тайсон — Кода
- Джек Коулмен — Ленс Маккарті
- Браян Кренстон — Бреддок
- Лінда Гоффман — Марджорі
- Кімберлі Стівенс — Джіні Дікинс
- Ларрі Поіндекстер — Коул
- Річард Камміннгс — Гокс
- Джей Аковоне — Шмідт
- Чік Веннера — Шпіц
- Майкл Рейссіс — моряк 1
- Рік Баталла — Прентіс
- Девід Вайсс — оператор гідролокатора
- Бен Юранд — Пірс
- Бред Блейсделл — Майрон
- Марк Ваганян — санітар
- Джон Ф'юрі — Нік Фуллер
- Кен Ерл — Сем Рівз
- Карл Відерготт — доктор Зіммер
- Меріон Рід — секретар
- Вільям Монро — доктор Фелпс
- Сем П. Вайтгед — детектив Гарріс
- Грег Бронсон — солдат